# Fehlerbalken
Fehlerbalken werden bei der grafischen Darstellung von numerischen Daten eingesetzt und dienen dazu, die auf systematischen oder statistischen Fehlern beruhenden möglichen Abweichungen der Messwerte vom tatsächlichen Wert der betrachteten Messgröße zu visualisieren.

## Arten von Fehlerbalken

Gaußsche Glockenkurve mit einfacher und doppelten Standardabweichung

Meist werden Fehlerbalken um einen Mittelwert von Messwerten dargestellt und es reicht dann von {\displaystyle [{\bar {x}}-c\cdot s;{\bar {x}}+c\cdot s]}. Die Länge des Intervalls ist dann {\displaystyle 2cs}. 
- Entweder wird für {\displaystyle s} die Stichprobenstandardabweichung der Stichprobe genommen. In diesem Fall soll die Lage und die Streuung der Stichprobe visualisiert werden. Sind die Daten approximativ normalverteilt, dann sind bei {\displaystyle c=1} ca. 68 % der Daten bzw. bei {\displaystyle c=2} ca. 95 % der Daten im Fehlerbalkenintervall enthalten.
- Oder für {\displaystyle s} wird der Standardfehler des Mittelwerts genommen, der sich aus der Stichprobenstandardabweichung dividiert durch die Wurzel des Stichprobenumfanges ergibt. Dann ist der Fehlerbalken eine Visualisierung des Schätzintervalles der Mittelwerte. Ziel ist hierbei herauszufinden, wo der wahre Mittelwert der Grundgesamtheit liegt bzw. wie genau man ihn überhaupt messen kann. Wird dann {\displaystyle c=1} gewählt, dann wird das Fehlerbalkenintervall/Schätzintervall in ca. 68 % der Fälle bzw. bei {\displaystyle c=2} in ca. 95 % der Fälle den wahren Mittelwert der Grundgesamtheit enthalten.

## Fehlerbalkendiagramm

Fehlerbalkendiagramm für den Ruhepuls bei unterschiedlicher sportlicher Betätigung

Das Fehlerbalkendiagramm rechts zeigt den Mittelwert und das dazugehörige Schätzintervall für den Ruhepuls bei unterschiedlicher sportlicher Betätigung (selten/einmal alle 14 Tage/wöchentlich/mehr als einmal wöchentlich). Man kann sehen, dass der durchschnittliche Ruhepuls abnimmt, je mehr man sich sportlich betätigt. Da hier Schätzintervalle für den Mittelwert dargestellt sind und sich die Fehlerbalken für die erste und letzte Gruppe nicht überlappen, ist dies ein erster Hinweis darauf, dass in einem Test die Nullhypothese der Gleichheit der Mittelwerte in allen Gruppen (Varianzanalyse oder nichtparametrische Äquivalente) abgelehnt wird.